# Phyllostomus elongatus
Phyllostomus elongatus е вид бозайник от семейство Американски листоноси прилепи (Phyllostomidae).

## Разпространение
Видът е разпространен в Боливия, Бразилия, Колумбия, Еквадор, Гвиана, Перу, Суринам и Венецуела.